# نيكولا راسموسن
نيكولا راسموسن (بالإنجليزية: Nicolas Rasmussen)‏ هو باحث أسترالي، ولد في فبراير 1962 في باريس في فرنسا.

## وصلات خارجية
- الموقع الرسمي